# Issei Sagawa
Pour les articles homonymes, voir Sagawa.
Issei Sagawa (佐川 一政, Sagawa Issei), né le 26 avril 1949 et mort le 24 novembre 2022, est un étudiant japonais connu pour avoir tué et partiellement mangé une étudiante néerlandaise, à Paris en juin 1981. Arrêté peu après, il est déclaré mentalement irresponsable de ses actes et interné dans un hôpital psychiatrique. En avril 1984, il est extradé au Japon, qui le libère quelques mois plus tard en raison d’un vide juridique.

## Biographie

### Jeunesse
Issei Sagawa naît le 26 avril 1949 à Kobe au Japon. Fils d'un riche industriel japonais et d'une mère possessive le surprotégeant, il est d'une constitution frêle (1,52 m et 35 kg en 1981), probablement due à une encéphalite japonaise contractée à l'âge de 2 ans, à laquelle il réchappe de justesse. Dans les années 1970, il a déjà des fantasmes cannibales sur des jeunes femmes blanches, surtout blondes. Il tente de tuer une étudiante allemande au Japon en 1972 et est alors accusé de tentative de viol et de meurtre, mais la victime accepte de retirer la plainte contre un dédommagement financé par son père, ce qui permet, selon la loi japonaise d'arrêter les poursuites. Son fils ayant obtenu une maîtrise en littérature à l'université d'Osaka, il décide de l'envoyer étudier la littérature comparée à Paris en France en 1980.

### Crime et cannibalisme en France
Le 11 juin 1981, Sagawa attire Renée Hartevelt, une jeune Néerlandaise de vingt-quatre ans, étudiant tout comme lui la littérature comparée à l'université Paris-III, dans son studio du no 10 rue Erlanger dans le 16e arrondissement, sous le prétexte qu'un de ses professeurs lui a demandé d'enregistrer des poèmes expressionnistes allemands,.
Le jour-même, alors qu'elle lit un poème de Johannes Robert Becher, il la tue d'une balle de carabine 22 long rifle dans la nuque, tirée à bout portant. Il réalise un enregistrement audio sur lequel on peut entendre la jeune fille réciter les vers en allemand sur la mort, puis le coup de feu étouffé par le silencieux de l'arme, suivi par le son de la chute de son corps sur le sol. Puis il la viole, et prélève de son corps plus de sept kilogrammes de chair pour commettre un acte de cannibalisme. Il prélève son nez, ses lèvres, sa langue, ses bras, ses épaules, ses cuisses, ses organes génitaux et son anus qu'il consomme crus ou cuits durant trois jours, en les conservant dans un réfrigérateur, prenant 39 photographies au fur et à mesure qu'il sépare avec un couteau la chair des os. Ne disposant pas d'un congélateur, pour se débarrasser de la dépouille, il la découpe et la cache dans deux valises puis le 13 juin 1981, fait appel à un taxi pour les transporter au bois de Boulogne où il trouve alors un Caddie. Dans une descente, il perd le contrôle du chariot avec lequel il transporte son chargement. Les valises se renversent devant un couple d'amoureux qui l'apostrophe en raison de son comportement étrange et du liquide s'échappant des valises. Il s'éloigne le plus rapidement possible et laisse le couple découvrir un drap ensanglanté dans la valise en carton. La brigade criminelle appelée sur les lieux découvre « des morceaux de cadavre ».
Dès le lendemain, la police lance un appel à témoins qui est entendu par le chauffeur de taxi. Celui-ci appelle aussitôt la brigade criminelle dirigée par le commissaire Ange Mancini pour lui révéler qu'il a chargé un client asiatique avec deux valises. Arrêté trois jours après son crime, grâce au témoignage de ce chauffeur de taxi qui se rappelle son adresse, et avant même que sa victime ait été identifiée, Sagawa déclare aux policiers de la brigade criminelle de Paris « si j'avais eu un congélateur, vous ne m'auriez pas retrouvé… » et revendique son acte, qu'il considère comme un acte artistique. Lors de la perquisition, les policiers découvrent les papiers de la victime, des taches de sang, la carabine 22 long rifle, une pellicule photo avec 32 clichés du dépeçage de la victime, un dictaphone, une shampouineuse pour nettoyer la moquette, la couverture de Charlie Hebdo du 16 août 1979 (qui titre « Barbecue monstre dans le Var : Le cul rôti aux herbes de Provence » où un cuisinier découpe les fesses d'une femme), des photos d'identités de Renée et 7 kilos de tissus humains dans de petits sacs-poubelles et sur des assiettes en carton dans le réfrigérateur. Placé en détention préventive, il est soumis un an durant à une expertise psychiatrique contradictoire, menée par trois experts indépendants, qui attribuent sa perte totale d'inhibition à son encéphalite de l'enfance et ses pulsions cannibales à ses rapports avec sa mère, cette dernière passant son temps à l'obliger à manger pour survivre durant sa petite enfance.

### Internement psychiatrique puis libération
Les experts psychiatres concluent à son irresponsabilité pénale mais recommandent son internement, en raison de son extrême dangerosité. Le juge d'instruction, Jean-Louis Bruguière, se range à l'avis des experts : il prononce un non-lieu au titre de l'article 706-125 du code de procédure pénale. Sagawa est interné un an à l'Unité pour malades difficiles de Villejuif, avant d'être transféré au Japon où ses parents le placent dans l'hôpital psychiatrique Matsuzawa de Tokyo le 21 mai 1984. 
Un nouveau collège d'experts japonais le déclare responsable de ses actes ; mais le non-lieu prononcé en France a un caractère définitif et interdit aux autorités japonaises de le juger. Sagawa bénéficie donc d'une des règles de droit international favorables aux prévenus et est libéré le 13 août 1985.

### Vie libre au Japon
À la suite de cette affaire, il tente de trouver un travail. Il réussit à enseigner le français dans une école, mais lorsque son identité est connue par les élèves, il doit renoncer au poste. En 1989, sévit au Japon un tueur en série d'enfants, qui viole et dépèce ses victimes, si bien que la presse nationale engage Sagawa comme consultant. Cette médiatisation est telle qu'il devient célèbre dans le monde entier sous le nom de « Japonais cannibale » ou « l'étudiant français ».
Pervers maniaque, exhibitionniste narcissique pour le psychiatre qui l'a suivi, il écrit des livres sans succès, tous centrés autour de son crime ; il apparaît également dans des publicités pour des chaînes de restaurants de viande et joue dans quelques films érotiques (dont un mettant en scène une jeune femme néerlandaise, dans un décor fortement inspiré d'architecture typiquement hollandaise). « Piètre artiste mais redoutable pervers », il peint aussi « des aquarelles, portraits et nus de femmes, sordides ».
Il vit d'abord à Yokohama, sous surveillance policière, mais sans suivi psychiatrique ; il prend juste un léger traitement anti-dépresseur. Aucune récidive n'a été découverte ; mais Issei ne cache pas que des pensées cannibales l'habitent toujours de façon permanente, bien que ce ne soit plus les femmes de type occidental qui l'attirent dorénavant. Puis, diminué par la maladie, il vit retiré et un peu oublié dans un appartement de la banlieue de Tokyo qu'il partage avec son frère, Jun. Un directeur de la rédaction d'un magazine à scandale déclare cyniquement : « il n'a plus de valeur marchande en tant que criminel ».
Il meurt d'une pneumonie le 24 novembre 2022, à l'âge de 73 ans,.

## Ouvrages
- Kiri no naka (霧の中?, « Dans le brouillard »), janvier 1984 ;
- Sante (サンテ?, « (La prison de la) Santé »), novembre 1990 ;
- Ikite ite sumimasen (生きていてすみません?, « Pardonnez moi d'être en vie »), décembre 1990 ;
- Shinkirō (蜃気楼?, « Mirage »), février 1991 ;
- Taberaretai (食べられたい?, « J'aimerais être mangé »), août 1993 ;
- Hana no Pari ai no Pari (花のパリ愛のパリ?, « Paris des fleurs, Paris de l'amour »), septembre 1994 ;
- Kanibaru (饗 カニバル?, « Cannibale »), février 1996 ;
- Koroshitai yatsura (殺したい奴ら?, « Ceux que j'ai envie de tuer »), 1997 ;
- Shōnen A (少年Ａ?, « Le jeune A »), septembre 1997 ;
- Pari jinniku jiken (パリ人肉事件?, « L'affaire de la chair humaine de Paris »), février 1998 ;
- Manga Sagawa- L’autobiographie dessinée du « Japonais cannibale », Editions Camion noir, 2023.  (ISBN 9782378483791)
- Dans le brouillard. Récit d’un amour cannibale, Serial Pleasures Plublishing, 2024.

## Musicographie
- En 1981, le groupe de rock anglais the Stranglers écrit une chanson sur ce fait divers : "La Folie" sur l'album du même nom.
- En 1983, The Rolling Stones y font référence dans le morceau "Too Much Blood" paru sur l'album Undercover, ainsi qu'en single.
- En 2015, Lujipeka du groupe Columbine y fait référence dans le morceau "Eric & Dylan" sorti sur SoundCloud. Le morceau n'est aujourd'hui plus disponible sur le profil SoundClound de Columbine.

## Théâtre
La pièce d'Angélica Liddell intitulée Que ferai-je, moi, de cette épée ? (Approche de la Loi et du problème de la Beauté), créée au festival d'Avignon en 2016, revient sur le crime d'Issei Sagawa, et cite de larges extraits de ses textes.

### Médiagraphie

#### Documentaires vidéo et court métrage
- Olivier Smolders, Adoration, court métrage expérimental, 15 minutes, 1987[21].
- Laurent Portes et Franck Guérin, Sagawa le cannibale, produit par Doc en Stock pour 13e rue, France, 2006, 52 min.
- « L'affaire du japonais cannibale, Issei Sagawa : La gourmandise » dans Les Sept Péchés capitaux sur RMC Découverte.
- Verena Paravel et Lucien Castaing-Taylor, Caniba, France, 2017, 1 h 30.

#### Documentaires audio
- Hondelatte raconte du 21 novembre 2019, « Issei Sagawa, le Japonais cannibale »
- Affaires sensibles du 8 février 2018 « Issei Sagawa le cannibale japonais »[22]
- L'Heure du crime du 7 novembre 2017, « Issei Sagawa, le japonais cannibale »
- L'heure du crime du 5 juin 2012, « Issei Sagawa »